# Abelha-bico-de-vidro
Tetragona dorsalis (nome popular: abelha-bico-de-vidro) é uma abelha social da tribo dos meliponíneos. Dentre as abelhas do gênero Tetragona, a dorsalis é a que possui ninho com maior número de membros, por volta de 75 mil abelhas, estando presente nos estados do Amazonas, Amapá, Ceará, Maranhão, Mato Grosso, Pará e Tocantins.